# Ruby Remati
Ruby Remati (* 14. August 2002 in Sydney, Australien) ist eine US-amerikanische Synchronschwimmerin.

## Erfolge
Ruby Remati wurde in Sydney geboren und besitzt neben der US-amerikanischen auch die australische Staatsbürgerschaft, wuchs aber in Andover, Massachusetts, auf. Sie gab 2018 ihr internationales Debüt bei den Erwachsenen und gewann 2019 bei den Panamerikanischen Spielen in Lima ihre ersten Medaillen. Sowohl im Duett mit Anita Alvarez als auch mit der Mannschaft sicherte sie sich die Bronzemedaille. In Fukuoka belegte sie 2023 mit der Mannschaft bei den Weltmeisterschaften im technischen Programm ebenfalls Rang drei. Mit der Mannschaft gewann Remati außerdem bei den Panamerikanischen Spielen 2023 in Santiago de Chile die Silbermedaille hinter Mexiko. Darüber hinaus startete sie mit Megumi Field auch in der Duettkonkurrenz und belegte mit ihr den zweiten Platz.
Bei den Olympischen Spielen 2024 in Paris gehörte Remati zum US-amerikanischen Aufgebot im Mannschaftswettbewerb. Während die US-Amerikanerinnen im technischen Teil mit 282,7567 Punkten das viertbeste Resultat erzielten, gelang ihnen in der Kür und der Akrobatik mit 360,2688 Punkten bzw. 271,3166 Punkten jeweils das zweitbeste Ergebnis. Damit beendeten sie den Wettkampf mit 914,3421 Punkten auf Rang zwei hinter der dominierenden chinesischen Mannschaft mit 996,1389 Punkten und vor Spanien mit 900,7319 Punkten. Neben Remati erhielten außerdem Anita Alvarez, Jaime Czarkowski, Megumi Field, Keana Hunter, Audrey Kwon, Jacklyn Luu und Daniella Ramirez die Silbermedaille.
Remati absolviert seit 2022 ein Psychologiestudium an der Ohio State University. Für die Ohio State Buckeyes ist sie auch im College-Sport aktiv.